# Otto Adler (Zoologe)
Otto Adler (* 7. Juni 1915 in Wien; † 23. Oktober 1967 in Bruck an der Mur) war ein österreichischer Forstingenieur, Zoologe und Ornithologe.

## Leben und Wirken
Otto Adler wurde am 7. Juli 1915 als Sohn eines Realschuldirektors in Wien in der damaligen Doppelmonarchie Österreich-Ungarn geboren. Seine Schulbildung erhielt er ebenfalls in Wien, wo er unter anderem die Hochschule für Bodenkultur besuchte. Diese schloss er als Diplomforstingenieur mit Auszeichnung ab und war anfangs als Diplom-Ingenieur in Privatbetrieben tätig, was ihn unter anderem zu einer Tätigkeit in Schottwien führte. Nach 1946 war er in der staatlichen Forstverwaltung tätig, ehe er sich Jahre später in den Dienst des forstlichen Lehramtes begab. Nach langjähriger Bewährung schaffte er im Jahre 1959 den Weg über die Försterschule Gmunden in die Leitung der Försterschule Bruck an der Mur, heute als Höhere Bundeslehranstalt für Forstwirtschaft Bruck an der Mur bekannt. Somit war er in den beiden einzigen Försterschulen des Bundes in Österreichs aktiv und übernahm im Jahre 1964 sogar das Amt des Direktors der Ausbildungsstätte in Bruck. Bereits während seiner beruflichen Laufbahn tätigte er ernsthafte feldornithologische Studien, die ihn über die engere Fachwelt hinaus bekannt machten. 1955 führte ihn dies zur Deutschen Ornithologen-Gesellschaft, deren Mitglied er bis zu seinem Ableben war.
Hierbei beschäftigte er sich vor allem mit Wasservögeln wie Enten, Taucher, Sägern, Möwen, Schwänen, die er bei den Seen des Salzkammergutes beobachtete. Von 1956 bis 1959 nahm er mitunter an der Entenzählung in Oberösterreich teil. Sein Mitwirken bei der statistischen Erfassung am Traunsee wurde unter anderem im Jahrbuch 1959 des Österreichischen Arbeitskreises für Wildtierforschung erwähnt. Vor allem durch die von Johann „Hans“ Knotek (1865–1931) geschaffene, ausgezeichnete Schausammlung an der Schule in Bruck an der Mur wandte sich Adler verstärkt der Ornithologie zu und beschäftigte sich zielstrebig mit den verschiedenen Formen der Lariden und Anatiden. Am 23. Oktober 1967 starb im Alter von 52 Jahren in Bruck an der Mur und war bis zu seinem Ableben als Direktor der Försterschule Bruck tätig. In weiterer Folge übernahm dieses Amt Heinrich Mächler.